# 웹 색인
웹 색인, 웹 인덱싱(web indexing), 인터넷 색인, 인터넷 인덱싱(internet indexing)은 인터넷의 웹사이트의 내용을 통째로 색인화하는 방식들로 구성된다. 개별 웹사이트나 인트라넷은 부록식 색인을 사용할 수 있는 반면 검색 엔진은 보통 키워드와 메타데이터를 사용하여 인터넷이나 온사이트 검색을 위해 더 유용한 단어를 제공한다. 여러 기사를 지닌 정기간행물이 온라인에서 증가하면서 웹 색인은 정기간행물 웹사이트에 중요해지고 있다.

## 같이 보기
- 정보 아키텍처
- 검색 엔진 최적화
- 구글 검색 콘솔
- 사이트맵
- 웹 검색 엔진
- 정보 검색